# Сцепленное наследование
Сцепленное наследование — скоррелированное наследование определённых состояний генов, расположенных в одной хромосоме.
Полной корреляции не бывает из-за мейотического кроссинговера, так как сцепленные гены могут разойтись по разным гаметам. Кроссинговер наблюдается в виде расцепления у потомства тех аллелей генов и, соответственно, состояний признаков, которые были сцеплены у родителей.
Наблюдения Томаса Моргана показали, что вероятность кроссинговера между различными парами генов разная, и появилась идея создать генные карты на основании частот кроссинговера между разными генами. Первая генная карта была построена студентом Моргана Альфредом Стёртевантом в 1913 году на материале Drosophila melanogaster.
Исследования Моргана и его школы показали, что в гомологичной паре хромосом регулярно происходит обмен генами. Процесс обмена идентичными участками гомологичных хромосом с содержащимися в них генами называют перекрёстом хромосом, или кроссинговером. Кроссинговер наблюдается в мейозе, он обеспечивает новые сочетания генов, находящихся в гомологичных хромосомах. Явление кроссинговера, как и сцепления генов, характерно для животных, растений, микроорганизмов. Исключения составляют самцы дрозофилы и самки тутового шелкопряда. Кроссинговер обеспечивает рекомбинацию генов и тем самым значительно усиливает роль комбинативной изменчивости в эволюции. О наличии кроссинговера можно судить на основе учёта частоты возникновения организмов с новым сочетанием признаков.
Соответственно организмы, возникающие от сочетания кроссоверных гамет, называются кроссоверными, или рекомбинантами, а возникающие от сочетания некроссоверных гамет — некроссоверными, или нерекомбинантными. Явление кроссинговера, как и сцепление генов, можно рассмотреть в классическом опыте Т. Моргана по наследованию у дрозофилы признаков цвета тела и длины крыльев — признаков, контролируемых генами, расположенных в одной аутосоме. На основе факта сцеплённого наследования Т. Морган сформулировал тезис, вошедший в генетику под названием правила Моргана: гены, локализованные в одной хромосоме, наследуются сцепленно, причём сила сцепления зависит от расстояния между генами. 
Группа сцепления - совокупность всех генов, расположенных в одной хромосоме, вследствие чего они наследуются совместно. Число групп сцепления равно гаплоидному набору хромосом: у женщины 23 группы сцепления (23 пара - половые хромосомы XX), а у мужчины - 24 группы сцепления (X и Y представляют собой две отдельные группы).
Изучение сцепленного наследования у человека затруднено. Тем не менее, можно назвать некоторые случаи сцепленного наследования:
1. Сцепленное наследование в 6-й хромосоме сублокусов А, В, С, D/DR системы HLA, контролирующих синтез антигенов гистосовместимости.
2. Сцепленное наследование в одной аутосоме локуса группы крови АВ0 и локуса синдрома дефектов ногтей и коленной чашечки.
3. Сцепленное наследование в другой хромосоме резус-фактора и локуса овальной формы эритроцитов.
4. Сцепленное наследование в третьей аутосоме локуса группы крови Лютеран и локуса секреции антигенов А и В со слюной
5. В одной аутосоме сцеплены гены полидактилии и катаракты
6. Наследование сцепленных в Х-хромосоме генов гемофилии и дальтонизма, а также генов цветовой слепоты и мышечной дистрофии Дюшена и др.[1]

Расстояние между генами, расположенными в одной хромосоме, определяется по проценту кроссинговера между ними и прямо пропорционально ему. За единицу расстояния принят 1 % кроссинговера (1 морганида или 1 сантиморганида (сантиморган)). Чем дальше гены находятся друг от друга в хромосоме, тем чаще между ними будет происходить кроссинговер.